# وولف باور
وولف باور (بالألمانية: Wolf Bauer)‏ هو سياسي ألماني، ولد في 5 مارس 1939 في ألمانيا. حزبياً، نشط في الاتحاد الديمقراطي المسيحي. انتخب عمدة وانتخب عضو في البوندستاغ الألماني خلال فترته النيابية ‏ (18 فبراير 1987 – 20 ديسمبر 1990).

## وصلات خارجية
- الموقع الرسمي